# يان دانيال
يان دانيال (17 أغسطس 1981 - ) هو لاعب كريكت سريلانكي.

## وصلات خارجية
- يان دانيال على موقع إي آس بي آن كريك إنفو (الإنجليزية)